# شامیسن

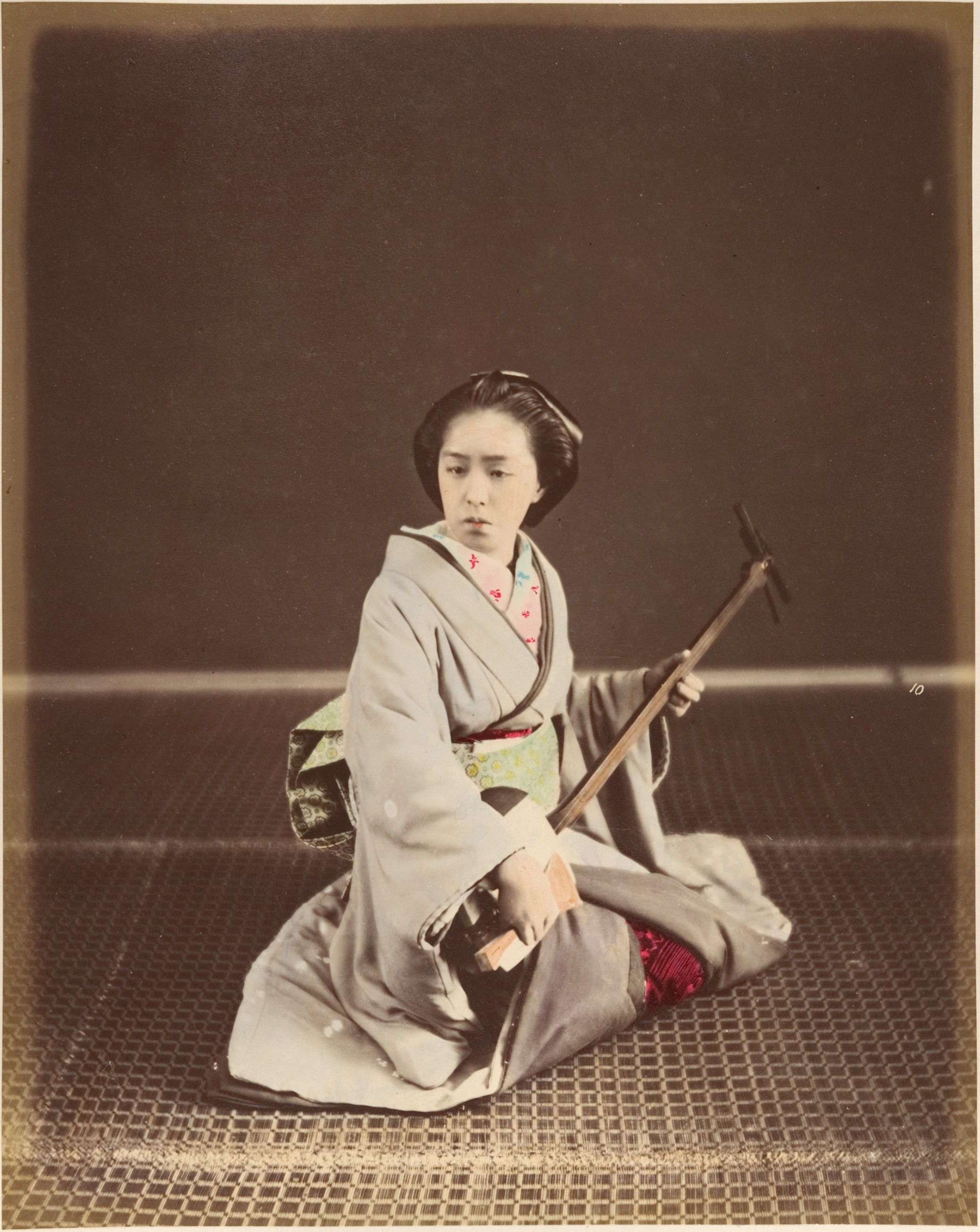
یک گیشا در توکیو با شامیسن، حدوداً. دهه ۱۸۷۰

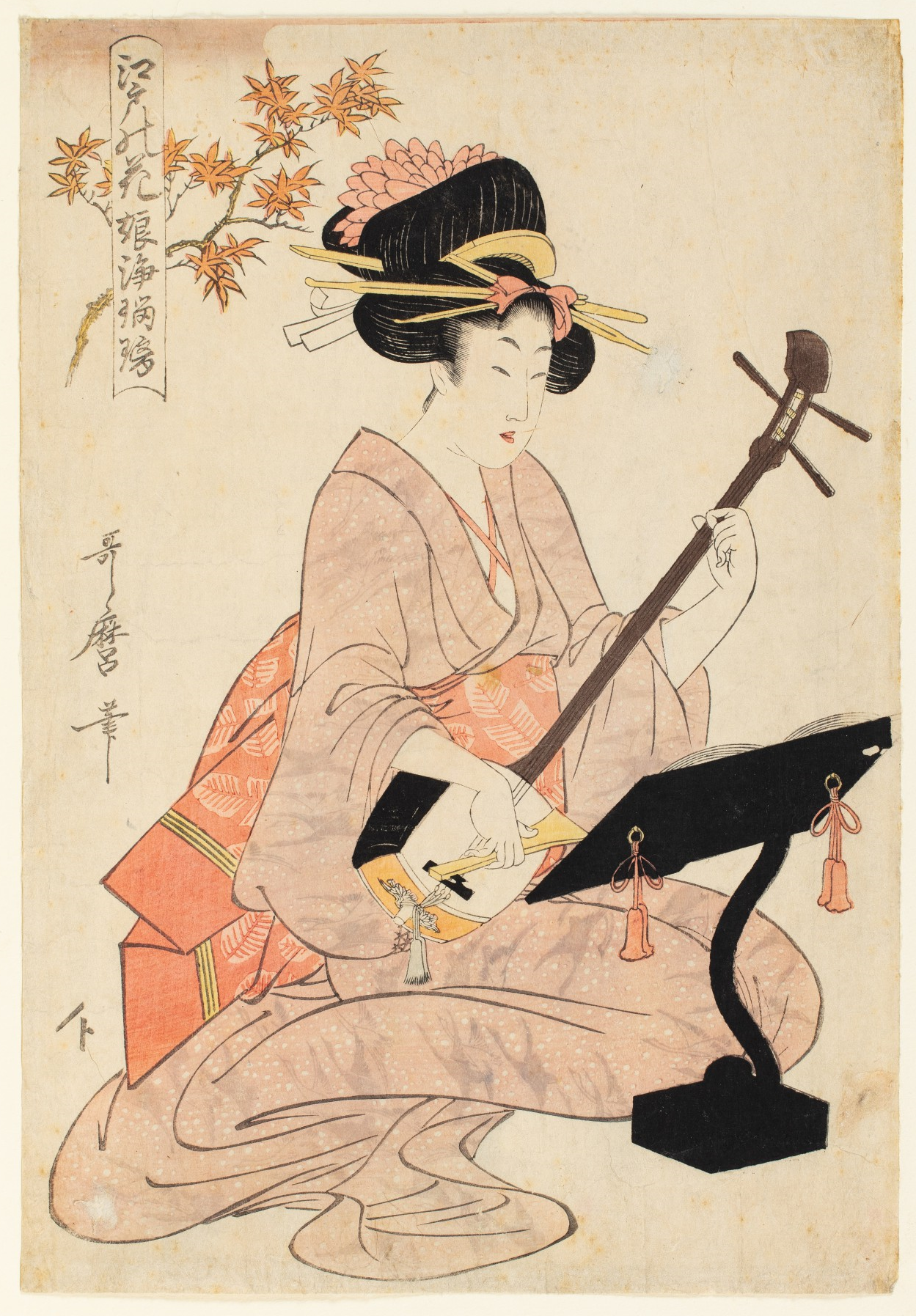
کیتاگاوا اوتامارو، "گلهای ادو: روایت زن جوان با سامیسن "، حدوداً ۱۸۰۰

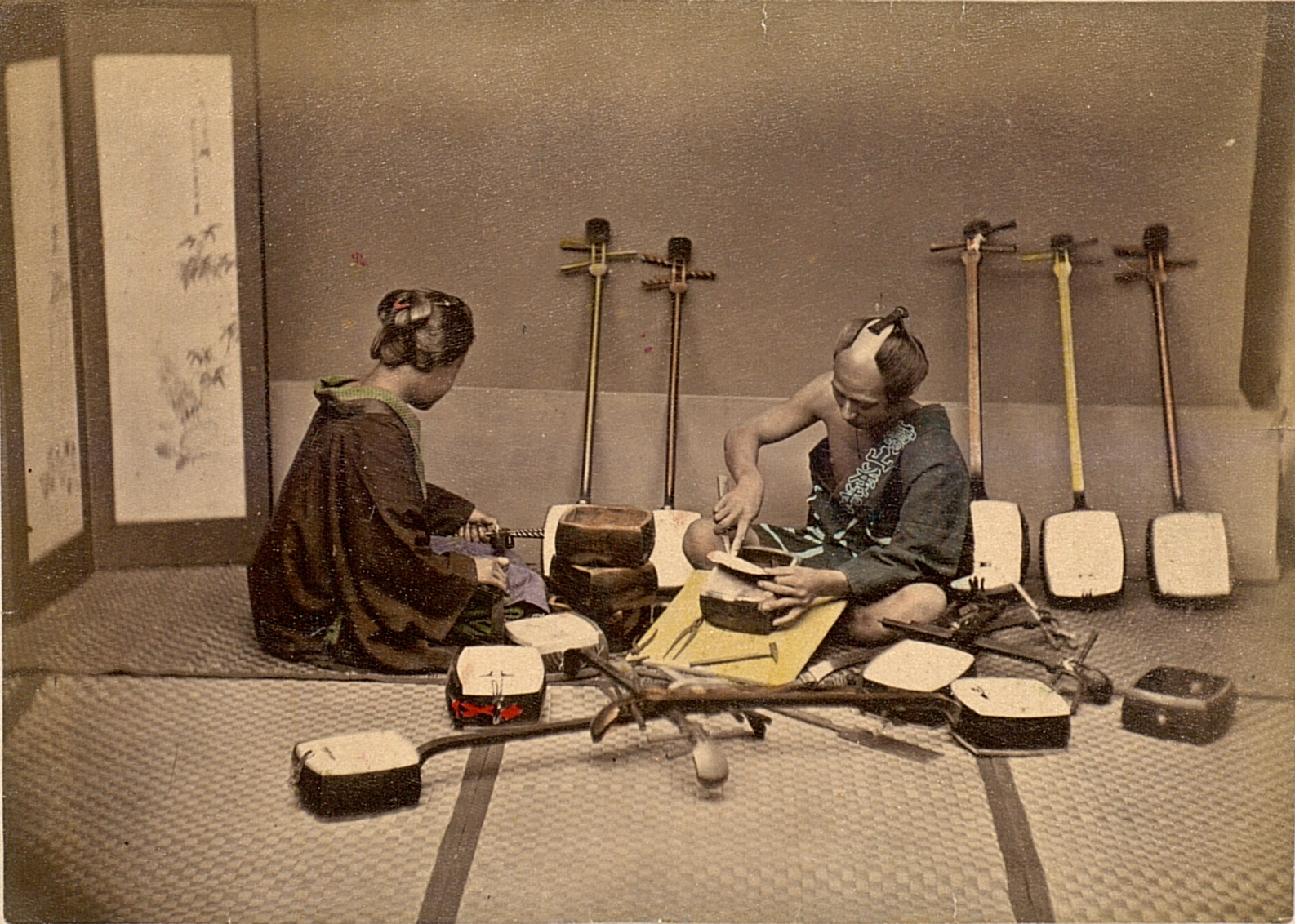
سازنده شامیسن با مشتری، ۱۹۰۹

شامیسن یا سامیسن، و همچنین سانگن (هر دو به معنای سه تار)، سازی سنتی ژاپنی با سه تار است. این ساز با مضرابی به نام باچی نواخته می‌شود.
با توجه به تغییر منظم صدا (به عنوان مثال tsugaru-jamisen) تلفظ ژاپنی معمولاً شامیسن است، اما گاهی اوقات جامیسن تلفظ می‌شود، که به عنوان پسوند استفاده می‌شود. غرب ژاپن و در چندین منبع از دوره ادو، سامیسن گفته شده‌است.
ساخت شامیسن بسته به سبکی که در آن استفاده می‌شود از لحاظ شکل متفاوت است. ساز مورد استفاده برای همراهی کابوکی دارای یک گردن نازک است و نیازهای چابک و باوقار آن ژانر را تأکید می‌کند. سازی که برای همراهی با نمایش‌های بونراکو و ترانه‌های عامیانه به کار می‌رود، گردنی بلندتر و ضخیم‌تر دارد، تا با موسیقی مستحکم تر این سبک‌ها مطابقت داشته باشد.

## کتابشناسی
- جانسون ، هنری (2010) The Shamisen: سنت و تنوع (آمستردام ، برل)

### سمعی
- گوش دادن به ششامین (در دوران مدرن)
- گوش دادن به تنظیمات با shisisen قطعات nagauta Kokaji , Tsurukame , Echigo Jishi و Musume Dojoji